# Contea di Goshen
La contea di Goshen (in inglese Goshen County) è una contea dello Stato del Wyoming, negli Stati Uniti. La popolazione al censimento del 2000 era di 12 538 abitanti. Il capoluogo di contea è Torrington.

## Geografia
La contea si trova nel sud-est dello Stato. I fiumi principali sono il Platte e il Laramie.
Il capoluogo è Torrington.

### Contee confinanti
- Contea di Niobrara - nord
- Contea di Platte - ovest
- Contea di Laramie - sud
- Contea di Banner (Nebraska) - sud-est
- Contea di Scotts Bluff (Nebraska) - est
- Contea di Sioux (Nebraska) - est

## Storia
La contea fu creata nel 1911 da parti della contea di Laramie e fu organizzata nel 1913. Deve il suo nome a Goshen Hole, una valle nel sud-ovest della contea.

## Comuni

### City
- Torrington (capoluogo)

### Towns
- Fort Laramie
- La Grange
- Lingle
- Yoder

### Census-designated places
- Hawk Springs
- Huntley
- Veteran